# RFME CEV
El RFME CEV es la competición motociclística nacional española, organizada por la Real Federación Motociclista Española.
Fue puesta en marcha en 2013 como heredera del antiguo Campeonato de España de Velocidad, actualmente de ámbito mundial, el FIM CEV International Championship, organizado por la Federación Internacional de Motociclismo.

## Calendario
El calendario de 2017 lo forman las siguientes pruebas:
| Fecha         | Circuito                       |
| ------------- | ------------------------------ |
| 23 de abril   | Circuito Ricardo Tormo         |
| 28 de mayo    | Circuito de Barcelona-Cataluña |
| 4 de junio    | Circuito de Alcarrás           |
| 25 de junio   | Circuito de Navarra            |
| 16 de julio   | Motorland Aragón               |
| 1 de octubre  | Circuito de Albacete           |
| 22 de octubre | Circuito de Jerez              |